# Chaetonotus lucksi
Chaetonotus lucksi är en djurart som tillhör fylumet bukhårsdjur, och som beskrevs av Voigt 1958. Chaetonotus lucksi ingår i släktet Chaetonotus och familjen Chaetonotidae. Inga underarter finns listade i Catalogue of Life.